# Gonodonta elegans
Gonodonta elegans är en fjärilsart som beskrevs av Druce 1889. Gonodonta elegans ingår i släktet Gonodonta och familjen nattflyn. Inga underarter finns listade i Catalogue of Life.